# Louis-Antoine Dessaulles
Pour les articles homonymes, voir Dessaulles.

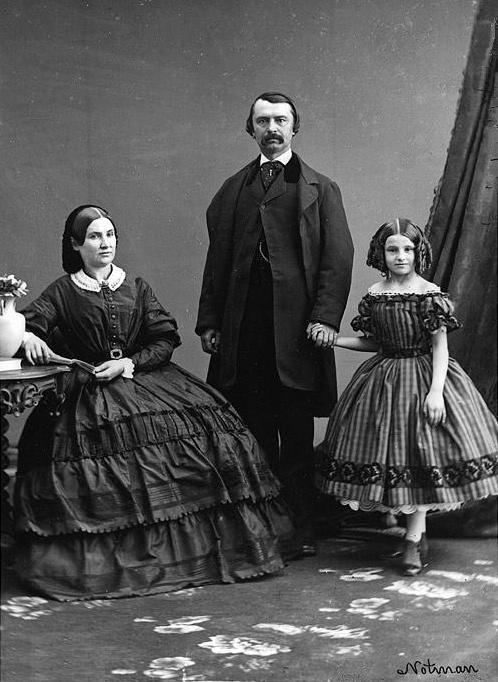
L. A. Dessaulles et sa famille, 1862

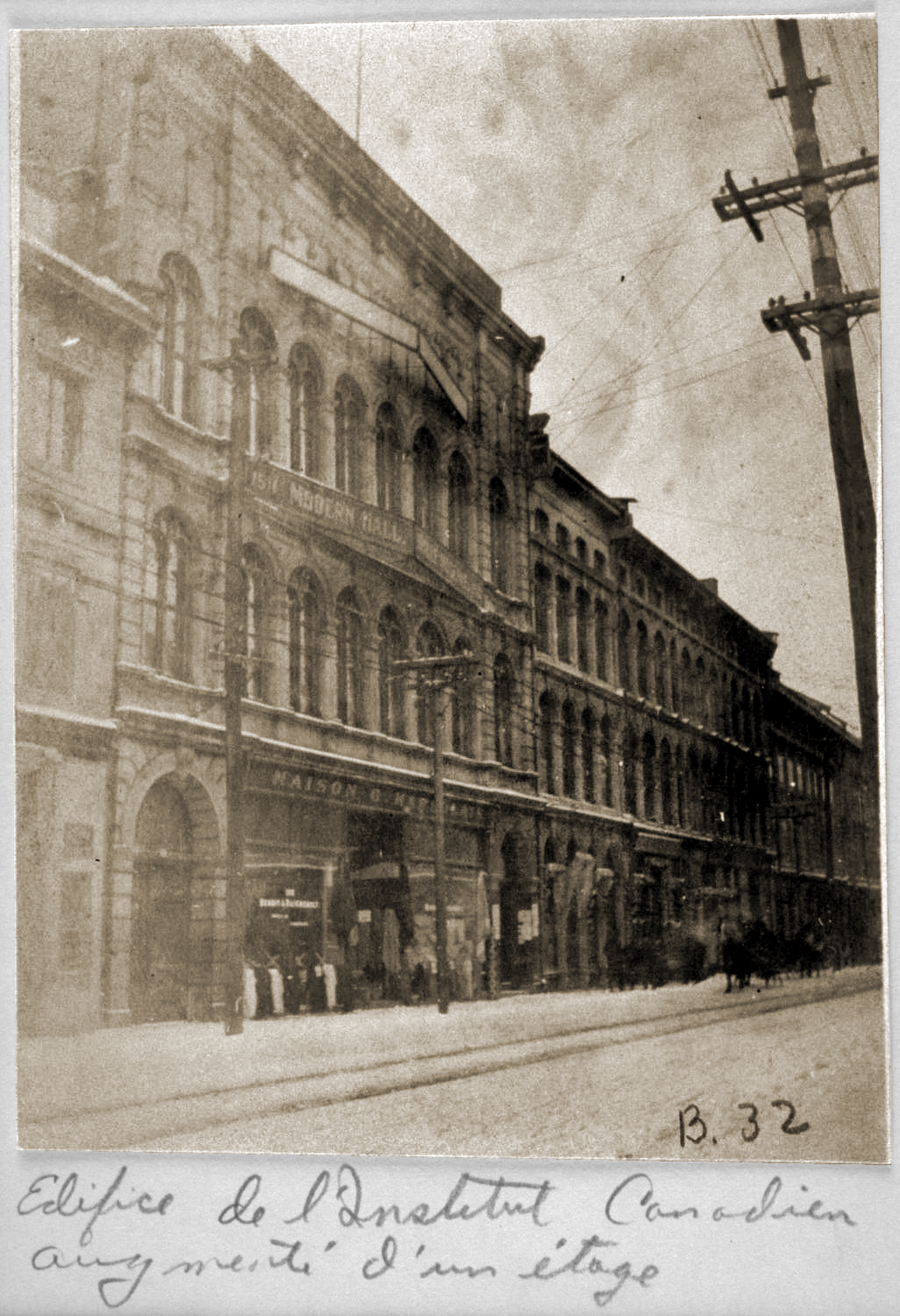
Édifice de l'Institut canadien de Montréal sur la rue Notre-Dame entre 1870 et 1920

Louis-Antoine Dessaulles (31 janvier 1818 à Saint-Hyacinthe - 4 août 1895 à Paris) est un essayiste et un homme politique québécois, libéral et anticlérical. Il est le fils de Jean Dessaulles et de Rosalie Papineau, sœur de Louis-Joseph Papineau, faisant de celui-ci son oncle.  Il a publié des textes anonymement dans L'Avenir. Il se lance plus formellement en journalisme en 1852 avec le journal Le Pays. 

## Biographie
En 1834, il poursuit des études de droit tout en résidant chez son oncle, mais ne les complétera pas.
En automne 1844, il est candidat aux élections dans Saint-Hyacinthe contre Thomas Boutillier. Battu, il contestera les résultats, sans succès. Il sera à nouveau candidat en 1857, cette fois dans Bagot, qu’il perdra de très peu (922 voies contre 897).
Il sera élu maire du village de Saint-Hyacinthe en novembre 1849, et demeurera en poste jusqu’en avril 1857.
Dessaulles est membre de l'Institut canadien de Montréal à compter de 1855, et il en est le président à trois moments, entre mai 1862 et mai 1867. Il est surtout connu pour avoir publié le Petit bréviaire des vices de notre clergé. En 1873, l'évêque ultramontain Ignace Bourget écrit au journal Le Nouveau Monde et qualifie Dessaulles « comme l'ennemi le plus dangereux qu'ait la religion dans notre bon pays ». Il devient greffier mais déménage en Belgique, de 1875 à 1878. Il est republié par l'écrivain Adrien Thério, qui l'admirait personnellement. L'historien Yvan Lamonde publiera sa biographie.
Le 4 février 1850, il épouse sa cousine, Catherine-Zéphirine Thompson, fille de John Thompson et de Flavie Truteau, avec qui il eut une fille, Caroline-Angélina.
Dessaulles était l'oncle de l'écrivaine Fadette ainsi que le neveu de Louis-Joseph Papineau, activiste et politicien du Bas-Canada. Il a une relation particulière avec Papineau, qui le définira « comme un autre moi-même ».  Cette relation privilégiée le poussera à aider son oncle à quitter Montréal à l'aide d'un déguisement, quelque temps avant le coup de feu du 23 novembre 1837.
Dessaulles prononce une conférence le 17 décembre 1868 sur la tolérance qui est responsable de la mise à l'Index de l'Annuaire de l'Institut-Canadien dans lequel elle est publiée. Il s'agit du premier cas de mise à l'Index d'un imprimé québécois par la Sacrée Congrégation de l'Inquisition en 1869.
Dans les années 1870, pris au cou par ses créanciers, Dessaulles procède à un détournement de fonds publics pour régler ses dettes. Il fuit plus tard aux États-Unis. Plus tard encore, en direction de l’Europe, il écrira à sa femme une lettre dans laquelle il lui expliquera la situation (août 1875). Il résidera en Belgique pendant environ trois ans, avant de s’établir à Paris en février 1878. Sans le sou, il subvient à ses besoins grâce à l’argent que son gendre, Frédéric-Ligori Béique lui fait parvenir. Il meurt le 4 août 1895 après un exil qui aura duré 20 ans.
Le fonds d'archives de Dessaulles est conservé au centre d'archives de Montréal de Bibliothèque et Archives nationales du Québec. 
Pour honorer sa mémoire, le Mouvement laïque québécois a ajouté le nom de Dessaulles à son prix Condorcet  en 2008 devenu alors le prix Condorcet-Dessaulles. 

### Ses idées anticléricales
En 1858, une importante tourmente s’empare de l’Institut canadien : le clergé réclame la mise à l’Index de plusieurs documents, comme des journaux protestants et des livres. Malgré la présence de Dessaulles à l’Institut, il ne participera que très peu aux débats. Ils se résulteront en un rejet de la part de l’Institut canadien : on ne cédera pas aux pressions ecclésiastiques. Néanmoins, de 1850 à 1871, Dessaulles prononcera plusieurs conférences dans lesquelles il démontrera son désaccord fort avec l’idéologie du clergé. Notamment, en 1862, il répondra « Aux détracteurs de l’Institut canadien, grands et petits ». À ce moment, il deviendra la représentation de la résistance de l’Institut face aux revendications du clergé.
Les idées anticléricales de Dessaulles fusent dans plusieurs directions. Cependant, il attaque particulièrement le principe de l'Index, qu'il ne juge pas le bienvenu au sein des bibliothèques, peut-être parce qu'il a lui-même fondé une bibliothèque en 1838.

Dans « À sa grandeur Monseigneur Ignace Bourget », il écrit :
Il n’est pas diocèse de France, Monseigneur, où l’on ne permette l’existence, où l’on ne tolère au moins, des bibliothèques publiques dix fois pires que la nôtre qui, tout en contenant des livres philosophiques, ne contient certainement rien d’immoral ou d’obscène. […] il n’est pas au monde une bibliothèque qui mérite ce nom d’où on ait exclu tous les livres condamnés par l’Index, et l’on ne met pas partout ceux qui les possèdent sous le coup des censures.
Autrement dit, on ne peut nommer une bibliothèque « une bibliothèque » si on y applique la censure scrupuleusement. Toujours sur le sujet de l’Index, Dessaulles, avant-gardiste, formule des idées qui se retrouvent dans les missions de la bibliothèque publique telles que définies par le manifeste de l’UNESCO : « assurer l'accès des citoyens aux informations de toutes catégories issues des collectivités locales ». Il écrit, dans son « Discours sur l’Institut canadien » :
Supposons que l’Institut, dans le but d’être utile aux médecins qui en sont membres, ou pour avoir une bibliothèque scientifique complète, décide d’acheter quelques ouvrages de médecine ou d’anatomie de première classe. Va-t-on mettre cet ouvrage à part pour ne la montrer qu’aux médecins? Mais il a été payé à même la bourse commune ! Il est la propriété de chacun des membres de l’Institut !
Il n’est pas question pour Dessaulles de prioriser ou de pénaliser des groupes sociaux. Il importe que la bibliothèque réponde aux besoins de ses usagers sans en avantager certains ou en désavantager d'autres.

## Ouvrages
- Papineau et Nelson : blanc et noir... et la lumière fut faite,1848 (en ligne)
- Six lectures sur l'annexion du Canada aux États-Unis, 1851 (en ligne)
- Galilée, ses travaux scientifiques et sa condamnation : lecture publique faite devant l'Institut canadien, 1856
- À Messieurs les électeurs de la division de Rougemont, 1858
- Discours sur l'Institut canadien prononcé par l'Hon. L.A. Dessaules, président de l'Institut, à la séance du 23 décembre 1862, à l'occasion du dix-huitième anniversaire de sa fondation, 1863
- La Guerre américaine, son origine et ses vraies causes : lecture publique faite à l'Institut canadien, le 14 décembre 1864 (1864)
- A Sa Grandeur Monseigneur Charles Larocque, évêque de St. Hyacinthe, 1868
- Discours sur la tolérance, 1868 (extraits)
- Dernière correspondance entre S.E. le cardinal Barnabo et l'Hon. M. Dessaulles, 1871
- La Grande guerre ecclésiastique : la comédie infernale et les noces d'or : la suprématie ecclésiastique sur l'ordre temporel, 1873
- Examen critique de la soi-disant réfutation de la Grande guerre ecclésiastique de l'Honorable L.A. Dessaulles, 1873
- Les erreurs de l'Église en droit naturel et canonique sur le mariage et le divorce, 1894